# Kent Kresa
Kent Kresa (New York, 24 marzo 1938) è un dirigente d'azienda statunitense, ex presidente e amministratore delegato della Northrop Grumman Corporation.

## Biografia
Dopo la laurea, conseguita presso il Massachusetts Institute of Technology di Boston nel 1961, entra in Nortrop Grumman (all'epoca ancora semplicemente Northrop) nel 1975 con il ruolo di Responsabile del centro di ricerca e tecnologia della Compagnia. Dopo aver maturato esperienza, grazie anche ad incarichi sempre più prestigiosi, nel 1986 diviene responsabile del settore Sviluppo tecnologico e pianificazione e, nel settembre 1987, assume l'incarico di presidente del Consiglio d'amministrazione, aggiungendovi, nel gennaio del 1990, anche quella di CEO (Amministratore delegato). Kresa ha proseguito nel doppio incarico sino al 2003, quando al compimento del sessantacinquesimo anno d'età, si è ritirato in pensione cedendo la carica di amministratore delegato a Ronald Sugar.
Grazie al suo lavoro in Northrop Grumnan, Kresa è stato inserito, nella rivista Forbes, tra i 25 Top Manager degli Stati Uniti nel 2001 e 2002.
Kresa è stato, tra le altre cose, presidente onorario della Aerospace Industries Association e membro del consiglio d'amministrazione di numerose società tra cui General Motors, MannKind Corporation, Avery Dennison Corporation, Fluor Corporation e TWC Group.
Il 30 marzo 2009 Kent viene nominato presidente ad interim della General Motors, sostituendo Rick Wagoner che si era dimesso dopo l'approvazione del piano di rilancio del settore automobilistico americano da parte di Barack Obama.